# Neonitocris orientalis
Neonitocris orientalis är en skalbaggsart som beskrevs av Stefan von Breuning 1956. Neonitocris orientalis ingår i släktet Neonitocris och familjen långhorningar. Inga underarter finns listade i Catalogue of Life.